# Marc di Domenico
 (décembre 2015).
Si vous disposez d'ouvrages ou d'articles de référence ou si vous connaissez des sites web de qualité traitant du thème abordé ici, merci de compléter l'article en donnant les références utiles à sa vérifiabilité et en les liant à la section « Notes et références ».
Marc di domenico, né le 14 janvier 1963 à Toulouse, est un directeur artistique, producteur, auteur et réalisateur français.

## Musique
Pour le label Exxos créé par Philippe Ulrich, Marc di Domenico a été directeur artistique et réalisateur pour Henri Salvador, Alain Chamfort avec Le Plaisir, Victoire de la musique pour le meilleur clip, Art Mengo avec Croire qu'un jour, Peter Kitsch avec I evol uoy, Valérie Lagrange avec Fleuve Congo réalisé par Benjamin Biolay, nomination Victoire de la musique meilleure interprète, Sébastien Martel Ragalet, Régis Ceccarelli Songs for distingués lovers et André Ceccarelli Dédé.
En 2004, il fonde avec Michel Fedoroff le label Palass (production, édition musicale et production de spectacle).
Il signe Emir Kusturica and the No Smoking Orchestra, Micky Green White T-Shirt, Arielle Dombasle Amor Amor et C'est si bon, BB Brunes Blonde comme moi sur le label KURTIS PRODUCTIONS de Claude Sitruk et produit le spectacle musical Le Temps des Gitans mis en scène par Emir Kusturica. Il supervise la direction musicale de la revue Forever Crazy au Crazy Horse Saloon.
En 2008, il part à Londres produire le nouvel album de Demis Roussos et obtient deux nominations aux Victoires de la musique 2009 avec BB Brunes de KURTIS PRODUCTIONS et Micky Green dans la catégorie révélation scène de l'année. C'est BB Brunes qui remportera le trophée. Il produit le nouvel album de Philippe Lavil La Part des anges. La même année, il co-produit avec Marc Lumbroso le premier album 24000 Baci de la chanteuse Aylin Prandi.

## Théâtre
En 2008, Marc di Domenico se lance dans la production théâtrale avec une pièce d'Éric Delcourt Hors piste.
En 2012, il produit le spectacle Gratin de famille, écrit et interprété par Marie Montoya.

## Cinéma
En 2015, Marc di Domenico réalise l'album de Charles Aznavour Encores, et le clip de la chanson Avec un brin de nostalgie.
Il réalise un premier long métrage, C'est le printemps, puis durant l'année 2013 il réalise son deuxième film, Young Couples, qui met en scène de jeunes couples en prise avec leurs histoires d'amour.
C'est le début d'une collaboration avec Mischa Aznavour, avec qui il s'associe pour créer une société de production image et son : Artisan Producteur.
Il filme pendant trois ans Charles Aznavour au quotidien : l'artiste lui donne accès à ses archives personnelles, tournées et photographiées depuis les années cinquante. Cela donnera le film Aznavour Autobiographie qui sera diffusé sur TF1 le 6 octobre 2018.
En 2015, Marc di Domenico a réalisé la captation de Charles Aznavour au Palais des Sports qui sera diffusée par la suite sur ARTE le 7 octobre 2018.
Son documentaire Le Regard de Charles, film de montage réalisé à partir des images tournées par le chanteur, est sorti en octobre 2019.